# Биз (Горњи Пиринеји)
Биз (фр. Bize) насеље је и општина у јужној Француској у региону Миди Пирене, у департману Горњи Пиринеји која припада префектури Бањер де Бигор.
По подацима из 2011. године у општини је живело 216 становника, а густина насељености је износила 16,67 становника/km². Општина се простире на површини од 12,96 km². Налази се на средњој надморској висини од 500 метара (максималној 1.124 m, а минималној 495 m).

## Демографија
| 1962. | 1968. | 1975. | 1982. | 1990. | 1999. | 2011. |
| ----- | ----- | ----- | ----- | ----- | ----- | ----- |
| 273   | 285   | 256   | 223   | 210   | 206   | 216   |

График промене броја становника у току последњих година